# Bicarbonato de cálcio
Bicarbonato de cálcio, também chamado hidrogenocarbonato de cálcio, tem a fórmula química Ca(HCO3)2. O termo não se refere a um composto sólido conhecido; existe apenas em solução aquosa contendo iões de cálcio (Ca2+), bicarbonato (
HCO−
3) e carbonato (
CO2−
3), juntamente com dióxido de carbono (CO2) dissolvido. As concentrações relativas dessas espécies contendo carbono dependem do pH da solução, sendo que o bicarbonato predomina na faixa de pH 6,36 a 10,25 em água sem outros sais. POde ser usado como aditivo alimentar.

## Descrição
Todas as águas em contacto com a atmosfera absorvem dióxido de carbono e, ao entrarem em contacto com rochas e sedimentos, adquirem iões metálicos, sendo os mais comuns os de  cálcio e magnésio. Em consequência, a maioria das águas naturais que vêm do escoamento superficial, lagos e, principalmente, poços, podem ser considerados como soluções diluídas desses bicarbonatos. Essas águas duras tendem a formar incrustações de carbonato em canalizações e caldeiras e reagem com os sabões para formar uma espuma indesejável.
Com a notável excepção do bicarbonato de amónio, para além dos bicarbonatos dos metais alcalinos, muito poucos bicarbonatos sólidos são conhecidos. Tentativas de preparar compostos como bicarbonato de cálcio sólido por evaporação da sua solução até a secura invariavelmente produzem, em vez disso, o carbonato de cálcio sólido:
Ca(HCO3)2(aq) → CO2(g)  +  H2O(l)  +  CaCO3(s).
A reação acima é muito importante para a formação de estalactites, estalagmites, colunas e outros espeleotemas dentro de cavernas e, mesmo, na formação das próprias cavernas. À medida que a água contendo dióxido de carbono (incluindo CO2 extra adquirido por acção dos organismos do solo) quando atravessa calcário ou outros minerais contendo carbonato de cálcio, dissolve parte do carbonato de cálcio, tornando-se mais rica em bicarbonato. À medida que a água subterrânea entra na caverna, o excesso de dióxido de carbono é liberado da solução do bicarbonato, fazendo com que o carbonato de cálcio, muito menos solúvel, seja depositado.
No processo inverso, o dióxido de carbono dissolvido (CO2) na água da chuva (H2O) reage com o carbonato de cálcio (CaCO3) dos calcários para formar bicarbonato de cálcio solúvel (Ca(HCO3)2). Este composto solúvel é então lavado com a água da chuva. Esta forma de meteorização é designada por carbonatação.
Em medicina, o bicarbonato de cálcio é por vezes administrado por via intravenosa para corrigir imediatamente os efeitos depressores cardíacos da hipercalemia, aumentando a concentração de cálcio no soro sanguíneo e, ao mesmo tempo, corrigindo a acidez geralmente presente nessas circunstâncias.
Como «E 170 carbonato de cálcio», o produto cumpre com os requisitos do Regulamento (UE) n. ° 231/2012 da Comissão, de 9 de março de 2012, que estabelece especificações para os aditivos alimentares enumerados nos anexos II e III do Regulamento (CE) n. ° 1333/2008 do Parlamento Europeu e do Conselho, relativo aos aditivos alimentares na União Europeia.